# Syntormon abbreviatus
Syntormon abbreviatus är en tvåvingeart som beskrevs av Becker 1918. Syntormon abbreviatus ingår i släktet Syntormon och familjen styltflugor.
Artens utbredningsområde är Kongo. Inga underarter finns listade i Catalogue of Life.